# Placido Herrera
Placido Herrera Colunga (* 5. Oktober 1927 in Saltillo; † 22. November 2000 in Monterrey) war ein mexikanischer Radrennfahrer.

## Sportliche Laufbahn
Herrera war im Straßenradsport aktiv. 1948 war er Teilnehmer der Olympischen Sommerspiele in London. Das olympische Straßenrennen beendete er nicht. Mexiko kam mit Placido Herrera, Francisco Rodríguez, Gabino Rodríguez und Manuel Solis nicht in die Mannschaftswertung.